# Françoise Mbango Etone
Françoise Mbango Etone (Yaoundé, Camerun 1976) és una atleta camerunesa, especialitzada en el triple salt.

## Biografia
Françoise Mbango Etone va néixer el 14 d'abril de 1976, a Yaoundé. Després de practicar el salt d'alçada en els seus inicis, disciplina on va ser campiona de Camerun, es va especialitzar en el triple salt. També és bona especialista en el salt de longitud, on va ser segona als campionats africans de 1999 amb 6,55. Tot i això, la seva primera medalla important la va aconseguir un any abans als Jocs de la Commonwealth de 1998, a Kuala Lumpur.
Als seus primers Jocs Olímpics a Sydney va entrar a la final on va acabar desena. L'any següent, va aconseguir la medalla de plata al Campionat Mundial d'Edmonton. Un any més tard, va guanyar una nova medalla de plata als Jocs de la Commonwealth de Manchester. Al 2003 va aconseguir una nova medalla de plata al Campionat Mundial de París. El seu major èxit va arribar al 2004, on va guanyar la medalla d'or als Jocs Olímpics d'Estiu de 2004 a Atenes, amb una marca de 15,30 metres.
Ha estat la primera atleta del Camerun en guanyar una medalla al Campionat Mundial d'Atletisme, als Jocs de la Commonwealth i als Jocs Olímpics.

## Palmarès
- Medalla d'or als Jocs Olímpics de 2004.
- Medalla d'or als Jocs Olímpics de 2008.
- Medalla de plata al Campionat del món de 2001.
- Medalla de plata al Campionat del món de 2003.
- Medalla de plata als Jocs de la Commonwealth de 1998.
- Medalla de plata als Jocs de la Commonwealth de 2002.

## Marques personals
- Aire lliure - 15,39 m (Pequín, 2008)
- Pista coberta - 14,88 m (Birmingham, 2003)

| Precedit per: ' | Campiona Olímpica de triple salt Atenes 2004-Pequín 2008 | Succeït per: ' |